# Adrián Chávez
Adrián Chávez Ortiz (Ciudad de México; 27 de junio de 1962) es un exfutbolista mexicano que se desempeñaba como portero. Fue mundialista con la selección nacional que participó en Estados Unidos 1994. Es el arquero con más títulos obtenidos en la historia del Club América.

## Participaciones en Copas del Mundo
| Mundial                        | Sede           | Resultado        |
| ------------------------------ | -------------- | ---------------- |
| Copa Mundial de Fútbol de 1994 | Estados Unidos | Octavos de final |

## Clubes
- Atlético Español
- Club Necaxa
- Club León
- Club América
- Atlético Celaya
- Cruz Azul
- Club Universidad Nacional

## Palmarés

### Campeonatos nacionales
| Título                     | Club    | País   | Año     |
| -------------------------- | ------- | ------ | ------- |
| Primera División de México | América | México | 1987-88 |
| Campeón de Campeones       | América | México | 1987-88 |
| Primera División de México | América | México | 1988-89 |
| Campeón de Campeones       | América | México | 1988-89 |

### Campeonatos internacionales
| Título                           | Club    | Lugar          | Año  |
| -------------------------------- | ------- | -------------- | ---- |
| Copa de Campeones de la Concacaf | América | México         | 1987 |
| Copa de Campeones de la Concacaf | América | México         | 1990 |
| Copa Interamericana              | América | México         | 1991 |
| Copa de Campeones de la Concacaf | América | Estados Unidos | 1992 |